# Karl-Heinrich Bonn
Karl-Heinrich Bonn (* 11. Mai 1927 in Waltershausen; † 20. Oktober 2003 ebenda) war ein deutscher Autor.

## Leben
Am Ende seines Schulbesuchs von 1934 bis 1944 wurde Karl-Heinrich Bonn von 1943 bis 1944 als Luftwaffenhelfer eingesetzt. Kurz vor dem Ende des Zweiten Weltkriegs kam er 1945 zum Reichsarbeitsdienst und wurde anschließend noch Soldat. So kam er in französische Kriegsgefangenschaft, aus der er 1946 nach Thüringen entlassen wurde. Hier machte er in Gotha sein Abitur und absolvierte von 1947 bis 1948 eine Ausbildung zum Geschichtslehrer und begann 1951 in Leipzig ein Jura-Studium. Nach der erfolgten Übersiedlung nach Bayern studierte Karl-Heinrich Bonn von 1952 bis 1956 in Erlangen. Nachdem er 1956 in die DDR zurückgekehrt war, arbeitete er in Friedrichroda als Lehrer, bis er diesen Beruf 1961 wegen Invalidisierung (Lungentuberkulose) aufgeben musste. Nun wurde das Schreiben von Fernsehspielen, Theaterstücken, Hörspielen, Jugendbüchern und Romanen zu seinem Hauptberuf.

## Werke
- 1959: Studenten (8 Szenen), Lesung (Volksbühne Berlin – Theater im III. Stock)
- 1982: Häng deine Träume in den Wind (Jugendroman)
- 1988: Die geheimnisvolle Münze (Kinder- und Jugendroman)

## Filmografie
- 1973–1977: Der Staatsanwalt hat das Wort (Fernsehreihe)
  - 1973:  … und wenn ich nein sage?
  - 1975:  Hilfe für Maik
  - 1975: Die Explosion
  - 1977:  Die Zechtour

## Hörspiele
- 1961: Nächtlicher Besuch – Regie: Helmut Hellstorff (Hörspiel – Rundfunk der DDR)
- 1963: Das Spiel der Wölfe – Regie: Fritz-Ernst Fechner (Hörspiel – Rundfunk der DDR)
- 1966: Das unheilige ABC – Regie: Helmut Hellstorff (Hörspiel – Rundfunk der DDR)
- 1968: Mit Maria Bonn: Schweigekur – Regie: Fritz Göhler (Hörspiel – Rundfunk der DDR)
- 1969: Mit Maria Bonn: Die Reise nach K. – Regie: Wolfgang Brunecker (Hörspiel – Rundfunk der DDR)